# 裨海記遊
『裨海紀遊』（ひかいきいう）は『採硫日記』とも称され、清代の郁永河（いくえいか）によって著された17世紀の台湾を描写した地理書紀行文である。

## 概要
1696年（康熙35年）冬、福建福州の火薬庫で火災が発生し、火薬50万斤が焼失した。当時の規定では火薬庫の管理責任者である福州府知府が賠償を行なう必要があり、正五品同知の王仲千が責任を負うこととなった。火薬の重要な原料である硫黄は福建では産出されない、当時非常に貴重なものであり、王仲千の幕賓であった郁永河が台湾北部の硫黄の産地である北投に赴き硫黄を採取することとなった。
郁永河は1697年2月に福建を出発し、当時台湾で最大の都市であった台南に向かい、現地で硫黄採取に従事する人員を募集、4月に47名の作業員を率いて台北淡水庁（現在の新竹）に向かい、更に4月20日前後には北投に入り硫黄の採取を開始した。硫黄採取は半年に及び福建には10月20日に戻っている。
『裨海記遊』は硫黄採取に際し見聞した台湾西部の新港、大武郡、大度、沙鹿、牛罵、通宵などの平埔族とその他原住民の風俗や習慣を詳細に描いている。また1646年に発生した康熙大地震により形成された康熙台北湖の様子も描いており、現在でもその信憑性を巡って論争が続いている。